# Cloudmark
Cloudmark, Inc – firma z San Francisco, zapewniająca ochronę przed spamem i próbami phishingu. 
Program wykorzystuje specjalną technologię nazwaną wielowymiarowymi mapami genetycznymi. Każda z wiadomości opisywana jest za pomocą genotypu, czyli zestawu charakterystycznych dla niej cech (genów) – takich jak nadawca, temat, liczba i wielkość liter, liczba wykrzykników, liczba kolorów i wiele innych. 
Następnie wszystkie genotypy układane są w wielowymiarową mapę cech wiadomości spamowych i wiadomości pożądanych.
Przychodząca nowa wiadomość jest kodowana w zestaw charakterystycznych dla niej cech i umiejscawiana na wielowymiarowej mapie genetycznej w sąsiedztwie zestawów cech (genotypów) innych wiadomości. 
Jeśli na mapie genetycznej większość sąsiednich genotypów należy do wiadomości spamowych, nowa przesyłka klasyfikowana jest również jako spam. 
Jeśli większość wiadomości o podobnych zestawach cech było wiadomościami pożądanymi – nowy e-mail trafia do skrzynki odbiorczej użytkownika.
Oprogramowanie występuje w wersji na stacje robocze (Cloudmark Desktop), na serwer MS Exchange (Cloudmark Server Edition) oraz na serwer linuksa (Cloudmark Immunity).